# Slipnattlinne

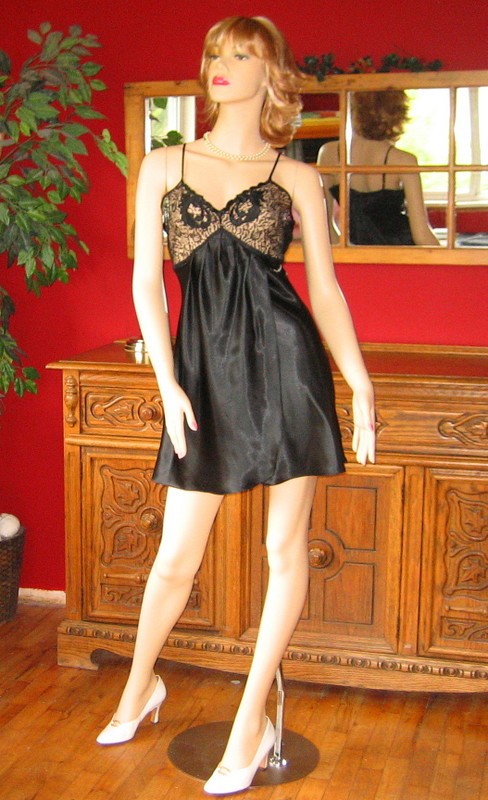
Svart slipnattlinne

Slipnattlinne är en kortare typ av nattlinne, som kan användas antingen som nattplagg eller underklänning. Det kan vara dekorerat med till exempel applikationsspets eller någon typ av blomsterdesign. Materialet är vanligtvis siden, nylon eller bomull.